# Faith and the Muse
Faith and the Muse est un groupe américain de rock gothique, originaire de Norfolk, en Virginie.

## Histoire
Monica Richards, originaire de Washington, est musicienne, artiste, poète et universitaire. Elle rencontre William Faith en 1992 lorsque son groupe, Strange Boutique, fait la première partie de Shadow Project à Norfolk, en Virginie. Avant de fonder Faith and the Muse, tous deux avaient une expérience du rock gothique et de la culture post-punk des années 1980. Richards avait chanté pour le groupe Strange Boutique, tandis que Faith avait joué avec les icônes du rock gothique/death Shadow Project, Christian Death, Mephisto Walz et Sex Gang Children. Faith and the Muse voit le jour en 1993, Richards et Faith s'échangeant des cassettes alors que Richards vivait encore sur la côte est. Peu après, elle déménage à Los Angeles où le duo s'installe,.
En 1999, ils sortent leur troisième album, Evidence of Heaven.

## Discographie
- 1994 : Elyria (TESS Records)
- 1996 : Annwyn, Beneath the Waves  (TESS Records)
- 1999 : Evidence of Heaven  (Neue Ästhetik Multimedia)
- 2001 : Vera Causa  (Metropolis Records)
- 2003 : The Burning Season (Metropolis Records)
- 2009 : Ankoku Butoh (Danse Macabre)